# Anna Barbara Zellweger
Anna Barbara Zellweger-Zuberbühler (Speicher, 27 mei 1775 - Trogen, 27 november 1815) was een Zwitserse notabele en echtgenote van Jacob Zellweger, van wie ze adviseur was in politieke aangelegenheden.

## Biografie
Anna Barbara Zellweger was het tweede kind van Johann Georg Zuberbühler, die arts en politicus was, en van Katharina Barbara Tobler. Ze was tevens een kleindochter van Johann Jakob Zuberbühler, die arts en landammann was, en een zus van zakenman Johann Ulrich Zuberbühler.
Over haar kindertijd en haar jeugd is weinig gekend, behalve dat haar vader overleed toen ze 10 jaar oud was. Na het huwelijk van haar zus Catharina Barbara Zuberbühler met Michael Tobler, trouwde ze op haar beurt met Jacob Zellweger in 1793. Die leidde sinds 1792 een internationale handelsvennootschap in textiel in Trogen en Genua, samen met zijn vader Johannes Zellweger en zijn broers (onder wie de latere filantroop Johann Caspar Zellweger). Van 1802 tot 1818 was hij landammann van Appenzell Ausserrhoden en zetelde hij in de Tagsatzung. Sinds de jaren 1790 woonde ze met haar familie in Trogen.
Over het leven van Anna Barbara Zellweger na haar huwelijk is er meer gekend, dankzij de vele brieven die ze schreef met haar echtgenoot van 1795 tot aan haar dood in 1815. Uit deze briefwisseling blijkt dat zij zich ontwikkelde als persoonlijk adviseur van haar echtgenoot enerzijds, en dat ze er een eigen politieke visie op nahield anderzijds. Met name becommentarieerde zij met een scherpe pen de kroning van Napoleon Bonaparte in 1804, een gebeurtenis die zij bijwoonde als lid van de Zwitserse delegatie.
Gedurende haar huwelijk beviel ze van elf meisjes en zes jongens. Acht van hen bereikten de volwassenheid, waaronder Ulrich Zellweger, Salomon Zellweger en Jakob Zellweger. Ze stierf in het kraambed op 40-jarige leeftijd.